# Сабанчинское сельское поселение
Сабанчинское се́льское поселе́ние — муниципальное образование в Яльчикском районе Чувашии Российской Федерации.
Административный центр — село Сабанчино.

## История
Статус и границы сельского поселения установлены Законом Чувашской Республики от 24 ноября 2004 года № 37 «Об установлении границ муниципальных образований Чувашской Республики и наделении их статусом городского, сельского поселения, муниципального района и городского округа»

## Население
| 2010  | 2012  | 2013  | 2014  | 2015  | 2016  | 2017  |
| ----- | ----- | ----- | ----- | ----- | ----- | ----- |
| 1260  | ↘1187 | ↘1130 | ↘1078 | ↘1063 | ↘1037 | ↘1013 |
| 2018  | 2019  | 2020  | 2021  |       |       |       |
| ↘1001 | ↘983  | ↘962  | ↘926  |       |       |       |

## Состав сельского поселения
| № | Населённый пункт    | Тип населённого пункта       | Население |
| - | ------------------- | ---------------------------- | --------- |
| 1 | Апанасово-Эщебенево | деревня                      | ↗101      |
| 2 | Малая Ерыкла        | деревня                      | ↗286      |
| 3 | Полевые Козыльяры   | деревня                      | ↗133      |
| 4 | Сабанчино           | село, административный центр | ↗542      |
| 5 | Тораево             | деревня                      | ↗251      |
| 6 | Уразмаметево        | деревня                      | ↗251      |